# Miguel Luna
Miguel Luna (nacido como Miguel Alfonso Luna Ordaz el 19 de diciembre de 1959 en   Torreón, Coahuila, México) es un  compositor, autor e intérprete mexicano.

## Reseña biográfica

### Nacimiento e infancia
Miguel Alfonso Luna Ordaz, es hijo de Ernestina Ordáz y Alfonso Luna, siendo el mayor de cuatro hermanos, Miguel emigró muy joven a Baja California Sur, para estudiar la secundaria en Cd. Constitución, a 210 km de La Paz. Allí disfrutó de la posibilidad de crecer rodeado de sus primos hermanos, del amor de su familia, y tuvo la oportunidad de conocer el mar, la amistad, la música y la guitarra. Fue ahí donde escribió sus primeras canciones. Se presentó en lo que sería su primer concierto el día que se graduó de la secundaria Ricardo Flores Magón, frente al alumnado de la misma.

### Comienzos
Cuando finalizó su secundaria volvió a Torreón a estudiar el bachillerato en la preparatoria Venustiano Carranza. En ese entonces encontró la guitarra y comenzó a llevarla a la escuela. Durante esos años cargó su guitarra y sus libros, en un inicio, para después, según comenta con humor, terminar llevando a la escuela solamente consigo su guitarra. Los estudios de Miguel fueron decisivos para pulir su perfil artístico. Ingresó a la carrera de arquitectura en el Instituto Superior de Ciencia y Tecnología, A.C. (ISCYTAC), para más tarde continuar sus estudios en la Universidad Autónoma de Nuevo León (UANL) en la ciudad de Monterrey, Nuevo León. en el año de 1979.
En el año de 1984 concluyó la carrera y realizó la tesis “La Arquitectura, la Música y sus analogías en el proceso creativo”, motivado por sus reflexiones en torno a la naturaleza de ambas disciplinas. Para Miguel la música estuvo siempre hermanada con la arquitectura: la arquitectura era una forma de escribir música, aunque de una manera pétrea y tangible, según sus propias palabras. La música, sin embargo, la entendía como algo más duradero, opuesto a la solidez de la arquitectura por su carácter etéreo, intangible y eterno. Tesis que presentó muchos años después para titularse, ya que para entonces ya tenía un nuevo sueño en mente.
Sus años en aquella carrera no estuvieron acompañados solamente de planos y maquetas: en ese tiempo, Miguel, llevado por su pasión por la música y escribir canciones, había empezado a tocar en bares y en los cafés que en esa época eran llamados Peñas, donde se escuchaba con frecuencia las canciones de la “Nueva Trova Cubana”, surgida del movimiento de cantautores posterior a la Revolución Cubana que los años ochenta se difundió en toda Latinoamérica. También participó en infinidad de Festivales de la Canción Universitaria quedando siempre en los primeros lugares. Miguel tenía una estrategia al mostrar por primera vez las canciones de su autoría. Cuando cantaba en algún bar solía interpretar el repertorio común de la trova cubana, cantaba a Silvio Rodríguez, Pablo Milanés, algunas obras de Joan Manuel Serrat, y entre su lista de canciones a veces interpretaba alguna de su propia autoría. De esa manera podía conocer la respuesta del público sin necesariamente aclarar quién era el autor de la canción. Antes de dedicarse por completo a la música, Miguel trabajó de arquitecto durante algunos años hasta que decidió ir a probar suerte a México D.F.

### Siguiente etapa
Llegó a la capital del país en 1987 con el deseo de ser compositor pero comprometido con la poesía, estudió algunos años en la Escuela Libre de Música del D.F. En esa época coincidió en la Capital Mexicana con su excompañero de la Universidad José María Frías Tapia, con quien formó el dueto de compositores Lunafría.
El dueto «Lunafría» comenzó a escribir canciones para los artistas de aquel entonces y al año ganaron el Festival OTI de la Canción y continuaron componiendo, logrando que les grabaran artistas como Luis Miguel, Thalía, Christian Castro, Lupita D’Alessio, Bronco, Eduardo Capetillo y Guadalupe Pineda, Luis Gatica y Omar Alfanno, entre infinidad de artistas. Su canción Mía en diciembre, en coautoría con Frías, fue su primera obra grabada, interpretada por Jorge Muñíz. En 1990 el dueto logra ser finalista con 3 canciones en el Festival México Lindo y Querido entre más de 15000 temas. Lunafría duró como proyecto siete años, y muchas canciones después se separaron profesionalmente, y fue entonces cuando Miguel inició su carrera como compositor y cantautor solista.
En 1993 Miguel inicia su carrera como productor musical en el Festival Valores Bacardi.
En 1997 Miguel Luna grabó el disco Espantapájaros con Sony Music, producido por Ricardo Arjona. Ha realizado desde entonces a la fecha otras tres producciones independientes: Antes y después, Mi propio invento y De lo bueno poco, fungiendo como productor y compositor de toda su discografía. Como compositor ha tenido una labor ardua y fructífera que le ha valido colocar éxitos en las voces de casi todo el abanico musical de México y Latinoamérica como Luis Miguel, Ricardo Arjona, Banda El Recodo, Pedro Fernández, Intocable, Arrolladora Banda Limón, Cristian Castro, Lupita D’Alessio, Pesado, Límite, Ernesto D’Alessio, Sasha , Benny & Erik, Los Recoditos, LaTrakalosa, Edwin Luna, Fernando Ibarra, Rey Ruíz, Víctor García, Yahir, Mane de la Parra, Kpaz de la Sierra, Irán Castillo, El Plan, Panda, Pablo Montero, David Cavazos, El Trono de México, Raúl Ornelas, Lazcano Malo, Ana Cirré, Edgar Oceransky, Margarita La Diosa de la Cumbia, Eugenio Derbéz, Manuel Mijares y Pepe Aguilar, por citar a algunos. Su obra le ha valido premios y reconocimientos entre los que destacan 2 premios ASCAP (American Society of Composers, Authors and Publihers), uno en 2001 con la canción "El Amigo que se fue" en coautoría con Miguel Mendoza en Miami, y otro en el 2002 con la canción «Cada vez te extraño más» en la ciudad de Nueva York. Entre algunas de sus obras más importantes se encuentran No soy el aire (Benjamín, y versionada por Carlos Rivera), Minutos (Ricardo Arjona), Casi perfecto (Ana Cirré), El amigo que se fue (Intocable), Oro (Bronco), Pupilas de gato (Luis Miguel), Invisible (Víctor García), Japi (Sasha, Benny & Erik) y Cómo te llamas (La trakalosa de Monterrey).
Sus canciones han sido fuertemente influenciadas por la poesía de Luis Cernuda, Rafael Alberti, Pablo Neruda, Jaime Sabines y Mario Benedetti, ya que la poesía hispanoamericana contemporánea es una de sus fuentes de inspiración mayores, por su modo de decir las cosas, sincero y coloquial. La lectura es para Miguel la mejor herramienta para escribir. Y su música se ve influida por las notas de Armando Manzanero, Joan Manuel Serrat, Billy Joel, Stevie Wonder y Paul Mc Cartney. Su filosofía de vida se caracteriza por su deseo de vivir con plenitud el momento presente. «…el día de hoy es lo que cuenta y lo de ayer lo dejo en el pasado y me da roña». Para Miguel, la mejor canción está por escribirse en una carrera que comprende a la creación como un acto constante «Componer es una necesidad apremiante, como comer y respirar». A lo largo del tiempo, su proceso creativo ha ido afinándose. Si bien en sus inicios buscaba perfeccionar el oficio de la composición escribiendo canciones todos los días, conforme pasa el tiempo, busca momentos nutridos de experiencias y serenidad que le permitan escribir con el corazón en la mano.

## Sus palabras
«El Placer de escribir... y el de cantar lo que escribes es el mismo. Solo que las recompensas son distintas. En la introspección de escribir, tu te buscas y te encuentras, sales a flote entrelíneas, de una u otra forma sale tu personalidad como la botella en el mar, El resultado es una canción que nace de la nada. Es una especie de milagro. Una prueba de que Dios , sus dones y regalos existen. La canción vuela con alas propias o dicho de una mejor forma, una canción cuando nace es como un bebe recién nacido que se va fácilmente a los brazos del tío, la vecina, la abuela, de todos y al final nadie sabe quien es la madre o el padre según sea el caso. Así a veces es de ingrata la composición. Escribes una canción para Luis Miguel y cuando la piden en la radio dicen: Me hará favor de ponerme la de Luis Miguel? 
Por contraparte cuando uno canta sus propias canciones en el escenario que sea se siente una conexión inmediata con el público receptor. Te das cuenta enseguida de las reacciones de la gente, puedes mediante el poder de la canción, mover fibras sensibles y el premio o la recompensa del aplauso es alucinante y altamente adictiva. Yo había olvidado eso, pero tengo un año y meses volviendo a experimentarlo y estoy feliz de ello. Moraleja: ¡Las dos cosas son lo máximo!»

## Artistas Relacionados
- Ricardo Arjona
- Ana Cirré
- Luis Miguel
- Thalía
- Intocable (banda)
- Manuel Mijares
- Banda El Recodo
- Los Recoditos
- Benjamín
- Grupo Bronco
- Edith Márquez
- Carlos Rivera
- Cristian Castro
- Sasha Sokol
- Benny Ibarra
- Erik Rubín
- Manuel Mijares

## Premios y reconocimientos
- Primer lugar (OTI, 1987)
- Finalista ("El Festival de la Canción: México Lindo y Querido", 1990)
- ""ASCAP"" (American Society of Composers, Authors and Publishers, 2001)
- ASCAP (American Society of Composers, Authors and Publishers, 2002)
- ""BMI"" (Broadcast Music, Inc., 2013)
- BMI (Broadcast Music, Inc., 2013)
- Reconocimiento 25 años y más (""SACM"", Sociedad de Autores y Compositores de México 2015)
- Reconocimiento Éxito SACM (""JAPI"", Sociedad de Autores y Compositores de México, canción sobresaliente 2016)
- Latin Songwriters Hall of Fame. De Inducción Al Salón De La Fama De Los Compositores Latinos (""LSHOF"", latinsonghall, 2016)